# Radziecki Komitet Obrony Pokoju
Radziecki Komitet Obrony Pokoju (także Radziecki Komitet Obrońców Pokoju, Radziecki Komitet na Rzecz Pokoju; ros. Советский Комитет Защиты Мира) – radziecka organizacja stworzona na kształt pacyfistycznego ruchu społecznego, istniejąca od 1949 do 1991. Popierała pacyfistyczne i antywojenne hasła, jednak jako nieoficjalnie reprezentowała interesy ZSRR, koncentrując się na krytyce militarystycznych działań Zachodu, a ignorując podobne działania obozu komunistycznego.